# Ангофа
Ангофа (рум. Angofa) — село у повіті Муреш в Румунії. Адміністративно підпорядковане місту Сігішоара.
Село розташоване на відстані 219 км на північний захід від Бухареста, 43 км на південний схід від Тиргу-Муреша, 111 км на південний схід від Клуж-Напоки, 87 км на північний захід від Брашова.

## Населення
За даними перепису населення 2002 року у селі проживали 4 особи.